# Catherine Wihtol de Wenden
Pour les articles homonymes, voir Wenden.
Catherine Wihtol de Wenden, née le 6 juin 1950, est une politologue française, spécialiste de la question des migrations.

## Biographie
Directrice de recherche émérite  au CNRS (CERI) et docteur d'État en science politique (Institut d'études politiques de Paris, 1986), elle est une spécialiste des migrations internationales sur lesquelles depuis une vingtaine d'années, elle a mené différents travaux, conduit de nombreuses études de terrain, et dirigé différentes recherches comparatives, surtout européennes. Elle a été consultante auprès de l'OCDE, du Conseil de l'Europe, de la Commission européenne et "expert externe" auprès du Haut Commissariat des Nations unies pour les réfugiés. Elle est aussi membre de la Commission nationale de déontologie de la sécurité[réf. nécessaire].
Elle donne un cours appelé « Migrations internationales » à Sciences Po Lille, ainsi qu'un cours intitulé « Sociologie des migrations » à l'ILERI (Institut Libre d'Étude des Relations Internationales).

## Prises de position
Elle constate, comme l'ensemble de la communauté scientifique des géographes travaillant sur cet objet depuis de nombreuses années, que les migrations « sont un important facteur de développement économique et humain pour les migrants eux-mêmes, pour les pays de départ et pour les pays d’accueil ». Réagissant au drame de Lampedusa, elle dénonce le contrôle de l’immigration par les autorités européennes et propose d'ouvrir davantage les possibilités d’immigration légale.
En octobre 2014, réagissant dans un article du Nouvel Observateur aux propos du journaliste Éric Zemmour dans l'émission télévisée On n'est pas couché, elle l'accuse de mensonges et de tenir des discours nourrissant les peurs, semant la confusion et le trouble dans les esprits, et d'alimenter les idées de l'extrême-droite.
En juin 2012 et mars 2014 elle est un des soutiens de la liste socialiste à l'élection municipale du 7e arrondissement de Paris menée par Capucine Edou (candidate d'Anne Hidalgo), notamment aux côtés d'Axel Kahn.

## Distinctions
En avril 2014, elle est faite chevalier de la Légion d'honneur.

## Ouvrages
- L'Immigration. Découvrir l'histoire, les évolutions et les tendances des phénomènes migratoires, Paris, Eyrolles, 2016,  (ISBN 978-2-212-56472-3)
- Pour accompagner les migrations en Méditerranée, Paris, L'Harmattan, 2013,  (ISBN 978-2-343-01077-9).
- Atlas des migrations: Un équilibre mondial à inventer, 2012,  (ISBN 978-2746730816).
- La question migratoire au XXIe siècle. Migrants, réfugiés et relations internationales, Paris, Presses de Sciences Po, 2010.
- Les couleurs du drapeau : L'armée française face aux discriminations, (avec Christophe Bertossi). Robert Laffont, 2010,  (ISBN 978-2221107232)
- Les militaires français issus de l'immigration, (avec Christophe Bertossi dir.), Paris, Les documents du C2SD, 2d semestre 2005.
- Atlas des migrations dans le monde : réfugiés ou migrants volontaires, Paris, Autrement ; Caen, le Mémorial de Caen, 2005. Prix Ptolémée 2005.
- Police et discriminations raciales : le tabou français, (avec S. Body-Gendrot), Paris, Les éditions de l’atelier, 2003.
- L'Europe des migrations, Paris, ADRI / La Documentation française, 2001 (coll. "Le Point sur").
- La beurgeoisie. Les trois âges de la vie associative issue de l'immigration, (avec R. Leveau), Paris, CNRS Ed., 2001. (livre de poche 2007,  (ISBN 978-2271065964))
- L'Islam en France et en Allemagne, (avec R. Leveau et K. Mohsen, dir.), Paris, La Documentation française, 2001.
- L'immigration en Europe, Paris, La Documentation française, 1999 (coll. "Vivre en Europe").
- Faut-il ouvrir les frontières ?, Paris Presses de Sciences Po, 1999 (coll. "La bibliothèque du citoyen").
- La citoyenneté européenne, Paris, Presses de Sciences Po, 1997.
- L'Europe et toutes ses migrations, (avec A. de Tinguy), Bruxelles, Complexe, 1995.
- Au miroir de l'Autre. De l'immigration à l'intégration en Allemagne, (avec B. Faiga et K. Leggewie), Paris, Cerf, 1994.
- Le défi migratoire. Questions de relations internationales (avec Bertrand Badie), Paris, Presses de la FNSP, 1994.
- Les étrangers dans la cité. Expériences européennes (avec Olivier Le Cour Grandmaison), Paris, La Découverte, 1993.
- Les immigrés et la politique. Cent-cinquante ans d'évolution, Paris, Presses de la FNSP, 1988.
- Citoyenneté, nationalité et immigration, Paris, Arcantère, 1987.

## Direction de numéros spéciaux de revues
- "Europe : de l'émigration à l'immigration", Migrations Société, 17 (102), novembre-décembre 2005 (consacré au colloque de Cerisy de juin 2005).
- "Les frontières du droit d'asile", Hommes et migrations, 1238, juillet-août 2002.
- "Musulmans d'Europe", CEMOTI, 33, janvier-juin 2002.
- "On ouvre les frontières ? Chiche ! Et après ?" (avec Gilles Manceron et Guy Hennebelle), Panoramiques, novembre 2001.
- "Nouvelles citoyennetés : réfugiés et sans papiers dans l'espace européen", (avec R. Leveau et K. Mohsen, dir.), Travaux et documents de l'IFRI, novembre 2001.
- "La nouvelle donne migratoire en Europe", (coord.), Migrations Société, mars-avril 2001.
- "Europe : régions et communautés contre les nations ?", (avec D. Pelassy), Panoramiques, novembre 2000.
- "Regards croisés France - Allemagne", (avec W. Ruf), Hommes et migrations, 1223, janvier-février 2000.
- (en) "Migration and social change in Australia, France and Germany" (avec M. Bommes et S. Castles), IMIS Beiträge, 13, 1999, Osnabrück University.